# Cambio Radical
Cambio Radical (CR) ist eine kolumbianische Partei. Sie wurde 1997 mit Sitz in Bogotá gegründet. Gegenwärtiger Präsident ist Jorge Enrique Vélez. CR ist dem konservativen, rechtsliberalen Spektrum in Kolumbien zuzuordnen.
Cambio Radical versteht sich als eine alternative politische Kraft, die die alten politischen Gepflogenheiten des Landes zu ändern sucht; besonders diejenigen, die durch Infiltration von Korruption und Drogenhandel auf höchster Ebene der öffentlichen Verwaltung ermöglicht worden sind.
Bei der Parlamentswahl in Kolumbien 2014  erreichte die Partei neun Senatorensitze im Senat von Kolumbien und 16 Abgeordnetensitze im Repräsentantenhaus von Kolumbien. Bei der Parlamentswahl in Kolumbien 2018 am 11. März 2018 erreichte die Partei 16 Senatorensitze im Senat von Kolumbien und 30 Abgeordnetensitze im Repräsentantenhaus.